# SpongeBob SquarePants (personagem)
SpongeBob SquarePants (português europeu) ou Bob Esponja Calça Quadrada (português brasileiro) (14 de julho de 1986) é um personagem fictício e protagonista da série animada estadunidense homônima. O personagem é dublado em inglês pelo comediante Tom Kenny desde sua estreia juntamente com a série em 1 de maio de 1999.
Bob Esponja, como é conhecido no Brasil, foi criado e desenvolvido pelo cartunista e biólogo marinho Stephen Hillenburg em 1996 logo após a suspensão de Rocko's Modern Life. Hillenburg pretendia criar uma série sobre uma esponja marinha ingênua cujo otimismo acaba por irritar os demais personagens. O cartunista, então, comparou seu conceito aos trabalhados previamente em Laurel & Hardy e Pee-wee's Big Adventure, posteriormente alterando a aparência do personagem para uma esponja de cozinha. O nome do personagem é inspirado em "Bob, a Esponja", uma tira cômica criada por Hillenburg na década de 1980 para suas palestras no Instituto Oceânico de Dana Point.
Ao longo de sua história, o personagem têm recebido crítica positivas e grande aclamação do público, sendo altamente popular entre os públicos infantil e adulto, apesar das diversas controvérsias envolvendo a série por este protagonizada. Bob Esponja foi garoto-propaganda da We Are Family Foundation, organização não-governamental que promove a tolerância, sendo fortemente criticado por James Dobson e outros líderes conservadores que alegaram traços homossexuais no personagem, embora Hillenburg tenha descrito o personagem como assexual.

## Descrição
Bob Esponja é uma esponja marinha bondosa, otimista, alegre, ingênua e amigável que mora na cidade submarina da Fenda do Biquíni juntamente com diversas criaturas antropomórficas. Bob trabalha como cozinheiro no "Krusty Krab" (ou "Siri Cascudo", na versão em português), um dos principais restaurantes de fast-food da região, com seu chefe Eugene H. Sirigueijo e seu também esnobe vizinho Lula Molusco. Nas horas vagas, Bob Esponja se diverte "caçando  água viva", praticando caratê ou até mesmo soltando bolhas de sabão.
Costuma divertir-se na companhia de seu melhor amigo e vizinho, Patrick Estrela. Contudo, sua inteligência relativa, ingenuidade exacerbada e comportamento intrigante faz com que não compreenda com clareza as circunstâncias a sua volta; como por exemplo, acreditar que Lula Molusco é um de seus amigos quando, na realidade, sequer suporta sua presença. Algo constantemente retratado na série animada é sua dificuldade em dirigir e, consequentemente, passar no teste de direção da escola local. Bob Esponja vive em uma icônica casa-abacaxi com Gary, seu caracol de estimação.

## O personagem

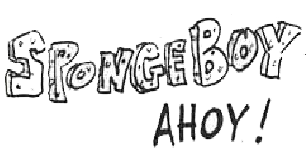
Logotipo da primeira versão de Bob Esponja Calça Quadrada

### Concepção
O primeiro fascínio de Stephen Hillenburg pelos animais marinhos teve início em sua infância, juntamente com suas habilidades artísticas. Durante a universidade, Hilleburg dedicou-se ao estudo de biologia marinha e um pouco menos à sua arte. O cartunista planejava regressar à universidade posteriormente para obter um bacharelato em artes. Após sua graduação em 1984, Hillenburg passou a trabalhar no Instituto Oceânico, uma instituição voltada ao estudo da vida marinha e localizada em Dana Point, Califórnia, onde realizava palestras e visitas guiadas sobre história marinha. Já no final da década de 1980, enquanto ainda no instituto, Hillenburg teve a ideia de criar um personagem que desse maior suporte às suas palestras e estudos. Em 1987, após criar a tira cômica Bob, the Sponge, desligou-se da instituição e passou a seguir uma carreira artística na animação.[carece de fontes?]
Anos após estudar animação experimental no California Institute of the Arts, Hillenburg conheceu Joe Murray, criador de Rocko's Modern Life, que o convidou para dirigir a série. Posteriormente, conheceu o roteirista Martin Olson, que havia entrado em contato com seu trabalho anterior no instituto. Olson sentiu-se atraído pela ideia e sugeriu-lhe que criasse uma série baseada em animais marinhos. Ao que Hillenburg respondeu: "Um programa... eu nunca havia pensado em criar um programa... e esse não era o meu". No entanto, o contato com outros produtores televisivos levou-o a desenvolver a ideia.
Logo após o encerramento de Rocko's Modern Life, em 1996, Hilleburg passou a trabalhar no que mais tarde seria SpongeBob SquarePants. Seus primeiros esboços incluíam personagens previamente trabalhados, como estrelas do mar, crustáceos e a já relativamente famosa esponja. À época, Hillenburg percebeu que os programas de duplas cômicas estavam em alta tendência - a exemplo de The Ren & Stimpy Show - o que o levou a produzir algo centrado em um personagem único. Segundo o próprio cartunista, o personagem principal é uma esponja por este ser o "animal mais estranho", desejando causar um impacto à época de seu lançamento. [carece de fontes?]
Segundo Stephen Hillenburg, criador da série, Bob Esponja nasceu em 14 de julho de 1986.

### Criação e aparência
Hillenburg realizou diversas "imitações horríveis" antes de chegar a aparência definitiva de seu personagem, comparando-o inclusive com os conceitos trabalhados em Laurel & Hardy e Pee-wee Herman. "Eu acho que SpongeBob nasceu de meu fascínio pelos curtas de Laurel & Hardy. Você tem aquele tipo de situação ridícula e engraçada - que era uma tremenda influência. SpongeBob foi inspirado neste tipo de personagem: o Inocente - como Stan Laurel", afirmou Hillenburg.
O primeiro esboço do personagem apresentava um chapéu vermelho e camisa branca com uma gravata. A aparência de SpongeBob evoluiu grandemente para calças cor caramelo que acabaram por eternizá-lo. SpongeBob foi concebido como um personagem de aparência infantil, inocente e alegre semelhante aos personagens interpretados por Jerry Lewis.

### Símbolo LGBT
Em junho de 2020, a Nickelodeon publicou em seu Twitter uma mensagem celebrando o orgulho LGBT junto com imagens de alguns "aliados" dessa comunidade, entre os quais Bob Esponja. A especulação sobre a sexualidade de Bob Esponja já era antiga; em 2005, Stephen Hillenburg afirmara que Bob Esponja era assexual.